# 松浦弘定
松浦 弘定（まつら ひろさだ）は、戦国時代の武将。肥前国平戸松浦氏23代当主。初名を「正」。

## 略歴
文正元年（1466年）、松浦豊久の次男として誕生。正は父から家督を継ぐと平戸西部の津吉氏を討伐し、生月の加藤氏、一部氏、山田氏を降し、生月島や北松浦半島に勢力を拡大していった。
文明18年（1486年）、峯氏の治める田平の地を巡り峯氏へ養子へ入った兄・昌（志佐純元）と対立した正は昌の拠る里城を攻撃し、昌は肥前有馬氏の元へ逃亡、これにより正は田平の地を手中に治めた。また、正は、この間、御厨氏家中の混乱に乗じて御厨祐忠父子を追い、御厨を領有している。
延徳3年（1491年）、正の攻撃を受け敗れ、田平を奪われた昌から支援の要請を受けた有馬貴純が、少弐政資・大村純伊・平戸松浦氏にとっては嫡流にあたる相神浦松浦氏の松浦定を誘い軍を北上させ、途中、降伏した佐々氏や志佐氏らの軍を合わせた連合軍が正を攻めた。正は白狐山城を放棄し箕坪城へ籠城したが、3ヶ月後、城を脱出し大内義興に支援を依頼する（箕坪合戦）。この際、大内政弘から偏諱を受け弘定を名乗った。
明応6年（1497年）、北九州に目を向けた大内義興は、肥前を掌握していた少弐政資・高経父子を攻め滅ぼし、少弐氏に味方していた有馬氏を牽制すべく、守護代千葉興常に、龍造寺氏・大村氏・蒲池氏を指揮させ、有馬氏側だった志佐純勝の拠る直谷城を攻めさせた。純勝を追い払うと平戸領を正に戻した。
平戸へ復帰した弘定は、昌と和議を結び、和議の証として昌の子・源三郎（松浦興信）を養子に迎えた。また、箕坪合戦の際、連合軍に加担した佐々の佐々氏や江迎の深江氏等を次々と降し勢力下に置き、明応7年（1498年）11月2日には、大智庵城を攻め、嫡流・相神浦松浦氏当主となっていた定の子政を滅ぼし、勢力を拡大。次代・興信以降の平戸松浦氏の基礎を作る。永正10年（1513年）には、五島列島を治める宇久氏家中の内乱（玉之浦納の反乱）で自刃した宇久囲の子・盛定が落ち延びてくると弘定はこれを保護している。
永正12年（1515年）、死去。　